# BLAU
『BLAU』（ブラウ）は、藍井エイルのオリジナルアルバム。2013年1月30日にSME Recordsから発売された。

## 概要
Blu-ray Disc（BD）同梱の初回限定盤A、DVD同梱の初回限定盤B、通常盤の3形態で発売。ディスクメディアの収録内容は同一で、シングル3曲と「アヴァロン・ブルー」のPV等を収録している。また、初回限定盤A・Bは共にスペシャルスリーブ仕様で、48ページ構成のフォトブックが付属する。プリントされた写真は、藍井の出身地である北海道にて撮影された。15曲目「GLORIA」はボーナストラックで、初回限定盤のみに収録されている。タイトルの「BLAU」はドイツ語で「青」を意味し「さまざまな藍井エイルを感じてほしい」という思いから名づけられた。

## 収録曲
1. overture [0:50]
作曲・編曲：重永亮介
2. AURORA [4:20]
作詞：Eir・重永亮介、作曲：重永亮介、編曲：下川佳代・重永亮介
テレビアニメ『機動戦士ガンダムAGE』三世代編オープニングテーマ
3. INNOCENCE [4:37]
作詞：Eir・重永亮介、作曲：重永亮介、編曲：下川佳代・重永亮介
テレビアニメ『ソードアート・オンライン』フェアリィ・ダンス編オープニングテーマ
4. サテライト [4:25]
作詞・作曲・編曲：黒須克彦
5. 閃光前夜 [5:11]
作詞・作曲・編曲：新井弘毅
6. HIGH & HIGH [4:09]
作詞：Eir・安田貴広、作曲・編曲：安田貴広
7. アヴァロン・ブルー [4:48]
作詞：Eir・飯濱壮士、作曲・編曲：Tomo.
藍井曰く「憂いがありつつも強く前に進んでいく曲」[6]。
TBSテレビ『ランク王国』2012年12月 - 2013年1月オープニングテーマ
テレビ東京系列『解禁!暴露ナイト』2013年エンディングテーマ
8. frozen eyez [5:11]
作詞：Eir・安田史生、作曲：安田史生、編曲：新井弘毅
9. 夢の終わり [5:15]
作詞・作曲：白戸佑輔、編曲：齋藤真也・黒須克彦
10. Lament [5:17]
作詞：Eir・飯濱壮士、作曲・編曲：Tomo.
テレビアニメ『Fate/Zero』イメージソング
11. フェイスレス [4:26]
作詞・作曲：安田史生、編曲：新井弘毅
12. Reunion [3:38]
作詞・作曲：安田史生、編曲：森空青
13. 空を歩く [5:06]
作詞：Eir・安田貴広、作曲：安田貴広、編曲：下川佳代・安田貴広
ハウステンボス『100万本のバラ祭』CMソング
14. MEMORIA [4:48]
作詞：Eir・安田史生、作曲：安田史生、編曲：下川佳代
テレビアニメ『Fate/Zero』1stシーズンエンディングテーマ
15. GLORIA [3:27]（初回限定盤のみ）
作詞・作曲：YUI、編曲：新井弘毅

Blu-ray・DVD
1. アヴァロン・ブルー Music Video
2. MEMORIA -after days ver.- Music Video
3. AURORA Music Video
4. INNOCENCE Music Video
5. リスアニ! TV（藍井エイル特集／札幌ロケ・前編）
6. リスアニ! TV（藍井エイル特集／札幌ロケ・後編）